# 세르비아 의용방위군
세르비아 의용방위군(세르비아어: Српска добровољачка гарда / Srpska dobrovoljačka garda 스릅스카 도브로볼랴치카 가르다, СДГ, SDG) 또는 아르칸의 호랑이(세르비아어: Арканови тигрови / Arkanovi tigrovi 아르카노비 티그로비), 아르칸의 사람들(세르비아어: Аркановци / Arkanovci 아르카노브치)은 유고슬라비아 전쟁 기간 동안 크로아티아(1991-1993년)와 보스니아(1992-1995년)에서 활동하였던 아르칸(젤코 라주나토비치)의 세르브인계 자원군 준군사조직이다.

## 역사

### 초기 조직
세르비아 의용방위군은 1990년 10월 11일 세르비아의 축구팀 FK 츠르베나 즈베즈다의 울트라스인 델리예의 소속원 20명에서 시작하였다. 의용방위군은 당시 1990년 초반 크로아티아 내 세르브인 다수 거주 지역의 정규군이었던 영토방위군의 지휘를 받았다. 세르비아 의용방위군은 범죄조직으로 구성되었고 베오그라드의 중앙정부가 무장을 시켰다.
세르비아 의용방위군은 에르두트의 구 군사시설에 본부와 훈련캠프를 설치하였다. 1991년 중반부터 1995년 후반까지 활동하였으며 첫 활동은 크로아티아의 부코바르 전투였다. 크로아티아 독립 전쟁과 보스니아 전쟁 시기에는 세르비아 경찰 예비대로부터 보급과 장비를 받았다.

### 크로아티아와 보스니아의 전쟁
1991년 가을 경 유고슬라비아 사회주의 연방공화국에서 크로아티아 사회주의 공화국이 독립하고, 1992년 4월에는 보스니아 헤르체고비나 공화국이 독립하며 전쟁이 일어나자 아르칸의 부대는 두 국가의 영토 내에서 활동하기 시작하였다. 크로아티아 내에서 의용방위군은 슬라보니아 동부 지역에서 주로 활동하였다.
준군사조직은 인종 청소의 가장 잔인한 측면에서 활동하였다. 보스니아 헤르체고비나 지역의 인종청소 작전에 큰 활동을 보인 부대 중 2개 부대, 보이슬라브 셰셸이 지휘하는 체트니크(신 체트니크)와 젤코 라주나토비치(아르칸)과 관련된 타이거 부대 등은 세르비아 공화국 내에서도 활동하고 있다. (...) 아르칸의 타이거 부대는 코소보의 알바니아인의 위협하기 위해 고안된 군사 훈련도 실시하고 있다.— 보스니아 인종청소에 관한 유엔위원회의 보고

아르칸 지휘 하의 세르비아 의용방위군은 크로아티아 동부와 보스니아 헤르체고비나에서 수백명을 학살하였으며 특히 보스니아 동부의 전쟁 초기 인종청소 작전에서 주요한 역할을 맡았다. 1995년 가을에는 아르칸의 부대가 보스니아 서북부의 바냐루카, 산스키모스트, 프리예도르를 따라 전투를 치렀다. 아르칸 개인이 전쟁 지휘를 직접 하였으며, 가장 유능한 장교와 군인들에게 계급, 훈장, 약탈해온 재물들로 보상하였다. 세르비아 의용방위군은 1996년 4월 공식적으로 해체되었다.
아르칸 외에 주목할만한 방위군 대원으로는 1996년 말 사망한 아르칸의 오른팔인 대령 네보이샤 됴르데비치가 있다. 그 외에도 2003년 세르비아의 친서방 총리 조란 진지치의 암살 사건에 연루되어 40년형을 선고받은 밀로라드 울레메크도 있다.

## 전쟁 범죄
젤코 라주나토비치는 1997년 구유고슬라비아 국제형사법원(ICTY) 재판에서 세르비아 의용방위군이 1992년 비옐리나 학살, 즈보르니크 학살 등의 인종청소에 적극적으로 가담한 것을 포함하여 수 차례 인도에 반한 죄, 제네바 협약의 중대한 위반, 전시국제법 위반 등 여러 행위를 저지르고 이 방위군을 지휘한 혐의로 기소되었다.
ICTY는 젤코 라주나토비치가 지휘하거나 그의 하에 있는 세르비아 의용방위군에 대해 다음과 같은 사건의 혐의를 밝혔다.
- 약 5 m² 크기의 환기가 되지 않는 보일러실에 약 30명의 비세르브계 남성과 여성 1명을 음식이나 물 없이 감금하였다.
- 산스키모스트에서 트르노바의 외딴 마을로 비세르브계 남성 12명을 강제로 이송시키고서는 그 곳에서 11명을 살해하고 1명에게 중상을 입혔다.
- 산스키모스트의 호텔사누스 바깥 버스에서 무슬림 여성들을 강간하였다.
- 산스키모스트, 셰호브치, 포브리예제에서 비세르브계 남성 약 67명과 여성 1명을 사시나의 외딴 마을로 강제로 이송하여 그 곳에서 65명을 살해하고 2명에게 중상을 입혔다.
- 약 5 m² 크기의 환기가 되지 않는 보일러실에 대략 35명의 비세르브계 남성을 감금하고 폭행하며 음식과 물을 뺏어 2명이 사망하였다.

## 같이 보기
- 유고슬라비아 전쟁의 세르비아
- 세르비아의 준군사조직 목록

## 참고 문헌
- Thomas, Nigel (2006). 《The Yugoslav Wars (2): Bosnia, Kosovo and Macedonia 1992-2001》. Osprey Publishing Ltd. 2013년 5월 11일에 확인함.[깨진 링크(과거 내용 찾기)]